# Barbora Klementová
Barbora Klementová (* 11. Oktober 1994 in Levoča) ist eine slowakische Skilangläuferin.

## Werdegang
Klementová startete im Dezember 2010 in Horní Mísečky erstmals im Slavic-Cup und belegte dabei den 31. Platz über 5 km klassisch. Beim Europäischen Olympischen Winter-Jugendfestival 2011 in Liberec errang sie den 35. Platz über 7,5 km klassisch, den 30. Platz über 5 km Freistil und den 27. Platz im Sprint. Im folgenden Jahr kam sie bei den Olympischen Jugend-Winterspielen in Innsbruck auf den 17. Platz in der Mixed-Staffel, auf den 14. Rang im Sprint und auf den 12. Platz über 5 km klassisch. In der Saison 2012/13 erreichte sie bei den Juniorenweltmeisterschaften 2013 in Liberec den 49. Platz im Sprint, den 47. Rang im Skiathlon und den 46. Platz über 5 km Freistil und bei den nordischen Skiweltmeisterschaften 2013 im Val di Fiemme den 63. Platz im Sprint. Ende Januar 2014 lief sie bei den Juniorenweltmeisterschaften im Fleimstal auf den 58. Platz über 5 km klassisch, auf den 54. Rang im Skiathlon und auf den 30. Platz im Sprint. In der Saison 2014/15 erreichte sie im Slavic Cup drei zweite Plätze und holte im Januar 2015 im Sprint in Štrbské Pleso ihren ersten Sieg im Slavic Cup. Ihre besten Platzierungen bei der Winter-Universiade 2015 in Štrbské Pleso waren der 20. Platz im Sprint und der neunte Rang mit der Staffel. Bei den nordischen Skiweltmeisterschaften 2015 in Falun belegte sie den 47. Platz im Sprint und den 13. Rang zusammen mit Alena Procházková im Teamsprint. Die Saison beendete sie auf dem dritten Platz in der Gesamtwertung des Slavic-Cups. Nach Platz zwei im Sprint und Rang eins über 5 km klassisch im Slavic Cup in Štrbské Pleso zu Beginn der Saison 2015/16, lief sie im Januar 2016 in Planica ihr erstes Weltcuprennen, welches sie auf dem 57. Platz im Sprint beendete. Bei den U23-Weltmeisterschaften 2016 in Râșnov errang sie den 49. Platz über 10 km Freistil, den 48. Platz über 10 km klassisch und den 41. Platz im Sprint. Zum Saisonende kam sie in Kremnica auf die Plätze drei und zwei und gewann abschließend die Gesamtwertung des Slavic-Cups. Bei den Olympischen Winterspielen 2018 in Pyeongchang belegte sie den 53. Platz im Sprint und den 18. Rang zusammen mit Alena Procházková im Teamsprint.
In der Saison 2018/19 errang Klementová sechs Top-Zehn-Platzierungen im Slavic Cup, darunter Platz drei über 5 km klassisch und Platz im Sprint in Štrbské Pleso und zum Saisonende den neunten Platz in der Gesamtwertung. Beim Saisonhöhepunkt den Nordischen Skiweltmeisterschaften 2019 in Seefeld in Tirol lief sie auf den 63. Platz im Sprint und auf den 14. Rang zusammen mit Alena Procházková im Teamsprint. Ihre beste Platzierung bei der Winter-Universiade im März 2019 in Krasnojarsk war der achte Platz im Sprint und Teamsprint. In der folgenden Saison erreichte sie mit zwei dritten und einen ersten Platz, den zweiten Platz in der Gesamtwertung des Slavic Cups. In der Saison 2020/21 holte sie in Dresden mit dem 15. Platz im Teamsprint ihren ersten Weltcuppunkt und belegte bei den Nordischen Skiweltmeisterschaften 2021 in Oberstdorf den 69. Platz über 10 km Freistil, den 59. Rang im Sprint und den 14. Platz zusammen mit Alena Procházková im Teamsprint. Im folgenden Jahr errang sie bei den Olympischen Winterspielen in Peking den 77. Platz über 10 km klassisch und den 57. Platz im Sprint.

## Siege bei Continental-Cup-Rennen
| Nr. | Datum           | Ort           | Disziplin       | Serie      |
| --- | --------------- | ------------- | --------------- | ---------- |
| 1.  | 10. Januar 2015 | Štrbské Pleso | Sprint Freistil | Slavic-Cup |
| 2.  | 9. Januar 2016  | Štrbské Pleso | 5 km klassisch  | Slavic-Cup |
| 3.  | 9. Februar 2020 | Štrbské Pleso | Sprint Freistil | Slavic-Cup |
| 4.  | 11. März 2023   | Kremnica      | Sprint Freistil | Slavic-Cup |

## Teilnahmen an Weltmeisterschaften und Olympischen Winterspielen

### Olympische Spiele
- 2018 Pyeongchang: 18. Platz Teamsprint Freistil, 53. Platz Sprint klassisch
- 2022 Peking: 57. Platz Sprint Freistil, 77. Platz 10 km klassisch

### Nordische Skiweltmeisterschaften
- 2013 Val di Fiemme: 63. Platz Sprint klassisch
- 2015 Falun: 13. Platz Teamsprint Freistil, 46. Platz Sprint klassisch
- 2019 Seefeld in Tirol: 14. Platz Teamsprint klassisch,  63. Platz Sprint Freistil
- 2021 Oberstdorf: 14. Platz Teamsprint Freistil, 59. Platz Sprint klassisch, 69. Platz 10 km Freistil
- 2023 Planica: 15. Platz Teamsprint Freistil, 50. Platz Sprint klassisch